# Siffleur sobre
Pachycephala simplex
Espèce
Synonymes
- Pachycephala griseiceps Gray, 1858

Statut de conservation UICN

 LC  : Préoccupation mineure
Le Siffleur sobre (Pachycephala simplex) est une espèce de passereau appartenant à la famille des Pachycephalidae.

## Répartition
Il vit à travers le nord de l'Australie et la Nouvelle-Guinée.

## Habitat
Il habite les mangroves et les forêts humides de plaine tropicales et subtropicales.

## Sous-espèces
- P. s. rufipennis Gray, GR, 1858 — îles Kai ;
- P. s. griseiceps Gray, GR, 1858 — îles Aru et ouest de la Nouvelle-Guinée ;
- P. s. jobiensis Meyer, AB, 1874 — centre/nord de Nouvelle-Guinée, îles Yap & Meos Num ;
- P. s. brunnescens Wolters, 1980 — sud-est de la Nouvelle-Guinée et îles d'Entrecasteaux ;
- P. s. sudestensis (De Vis, 1892) — Tagula Island (Louisiades) ;
- P. s. peninsulae Hartert, 1899 — nord-est de l'Australie ;
- P. s. simplex Gould, 1843	— Top End, île Melville et Groote Eylandt.